# Kisrőce
Kisrőce (szlovákul Revúčka, németül Klein-Rauschenbach) Nagyrőce város része, egykor önálló település Szlovákiában. A Besztercebányai kerület Nagyrőcei járásában.

## Fekvése
Nagyrőce központjától 2 km-re, északkeletre fekszik.

## Története
A 18. század végén Vályi András így ír róla: „Kis Rőcze, Nagy Rőcze, Revucza, Rausenbach. Két népes tót helységek Gömör Várm. földes Uraik Gr. Koháry, és más Uraságok, lakosaik katolikusok, és evangelikusok, fekszenek Csetnekhez 1 mértföldnyire; vas hámorjai nevezetesek, hegyein kristály, és más jóféle kövek találtatnak. Nagy Rőczénak határja jelesebb, javai külömbfélék; amannak határja pedig hegyes, és nehezebb mívelésű, réttyei jók, legelőjök elég, fája mind a’ kétféle; a’ vashámoroknál módgyok van a’ keresetre.”
A 19. század közepén Fényes Elek eképpen írja le: „Rőcze (Kis), tót falu, Gömör vgyében, N.-Rőczéhez északra: 394 kath., 50 evang. lak. – Határa felette hegyes, sziklás és sovány; juhot tart. F. u. h. Coburg. Ut. p. Rosnyó.”
Borovszky Samu monográfiasorozatának Gömör-Kishont vármegyét tárgyaló része szerint (részletek): „Kisrőcze, Nagyrőcze közelében fekvő tót kisközség, körjegyzőségi székhely, 82 házzal és 506 róm. kath. vallású lakossal. Hajdan a murányi vár, illetőleg a jolsvai uradalom tartozéka volt és az uradalom többi birtokaival együtt, a Koháryak révén, a Coburg herczegi család birtokába került. A községben nincs templom. Postája, távírója és vasúti állomása Nagyrőcze.”
A trianoni békeszerződésig Gömör-Kishont vármegye Nagyrőcei járásához tartozott.

## Népessége
1880-ban 569 szlovák anyanyelvű.lakosa volt.rőcén 426 szlovák anyanyelvű élt.
1890-ben 460 szlovák és 6 magyar anyanyelvű lakta.
1900-ban 501 szlovák és 4 magyar anyanyelvű lakosa volt.
1910-ben 471 lakosából 463 szlovák és 8 magyar anyanyelvű.
1921-ben 477 csehszlovák és 4 magyar lakta.
1930-ban 555 lakosából 554 csehszlovák és 1 magyar.

## Nevezetességei
A Nagyboldogasszony tiszteletére szentelt római katolikus temploma.

## Lásd még
- Nagyrőce

## Külső hivatkozások
- Nagyrőce város hivatalos oldala
- A város virtuális oldala
- Tourist-channel
- A nagyrőcei katolikus plébánia honlapja Archiválva 2007. október 23-i dátummal a Wayback Machine-ben
- Alapinformációk
- Kisrőce Szlovákia térképén
- E-obce.sk Archiválva 2007. december 10-i dátummal a Wayback Machine-ben